# Fijnstaartboself
De fijnstaartboself (Microstilbon burmeisteri) is een vogel uit de familie Trochilidae (kolibries).

## Verspreiding en leefgebied
Deze soort komt voor van centraal Bolivia tot noordwestelijk Argentinië.